# 乾杯!ごきげん野郎
『乾杯!ごきげん野郎』（かんぱい!ごきげんやろう）は、1961年12月6日に公開された瀬川昌治監督の日本映画。東映東京撮影所の現代劇部門が独立したニュー東映製作のミュージカル映画である。

## あらすじ
鹿児島の養鶏場で働く歌好きの4人組（滝、並木、白井、牛島）は、養鶏場をクビになったのがきっかけで、プロのコーラスグループになろうと、ヒッチハイクや無賃乗車をしながら東京にやってくる。人気歌手の明石まゆみに世の中そんなに甘くないと批判されしょげかえるが、下宿先の大家・政吉から「九州男児なら根性を見せろ」と励まされ、4人組は芸能人に手当たり次第つきまとい、顔を売ろうという作戦に出る。しかしそれもうまくいかず、追い詰められた4人組は、芸能界の大物プロモーター榊安左衛門を誘拐してレコードデビューを迫る最終手段に打って出るのだが…。

## スタッフ
- 監督＝瀬川昌治
- 企画＝本田延三郎、秋田亨
- 脚本＝井手雅人
- 撮影＝田中義信
- 美術＝北川弘
- 音楽＝松井八郎
- 主題歌＝幸せはそこに（歌＝デューク・エイセス）
- 照明＝桑名史郎
- 編集＝祖田富美夫
- 録音＝鳥巣隆

## キャスト
- 滝＝梅宮辰夫
- 並木＝南廣
- 白井＝今井俊二（今井健二）
- 牛山＝世志凡太
- 政吉＝東野英治郎
- よし枝＝高橋とよ
- みち子＝山中みゆき
- 明石まゆみ＝三田佳子
- 三原千恵＝八代万智子
- 榊安左衛門＝榎本健一
- 柴田＝西村晃
- トーマス小野田＝柳沢真一
- ミッチェル川田のちにミサイル川田＝大泉滉
- 宮崎＝十朱久雄
- テル子＝小笠原慶子
- 三輪養鶏場長＝中村是好
- 宣伝課員＝潮健児

## 製作
アメリカのジャズ・クラリネット奏者・トニー・スコットが、当時日本に滞在し、瀬川昌治監督の兄・瀬川昌久宅に居候していた関係で本作に出演し、「ナイト・フォールのブルース」を吹いている。

## 同時上映
『権九郎旅日記』
- 脚本：結束信二・高橋稔／監督：工藤栄一／主演：市川右太衛門